# 康 (漫威電影宇宙)
康，是漫威電影宇宙（MCU）系列電影中的虛構角色，改編自史丹·李和傑克·科比創作的漫畫角色征服者康。
康的變體「留存者」首次登場於Disney+影集《洛基》第一季第六集〈時刻守護〉（2021年）。此外，康其他的變體「征服者康」、「拉瑪-圖」、「百夫長」、「永生者」和「維克多·泰姆利」首次登場於《蟻人與黃蜂女：量子狂熱》（2023年）。所有的變體皆由強納森·梅傑斯飾演。

## 選角
2020年9月，強納森·梅傑斯出演《蟻人與黃蜂女：量子狂熱》（2023年）一個重要角色，據報導為征服者康。梅傑斯因為在《舊金山的最後一個黑人》（2019年）的表現吸引了漫威的注意，並在沒有參與試鏡的情況下被漫威找上。
梅傑斯原定將於《復仇者聯盟：康之王朝》（2026年）以及其續集《復仇者聯盟：秘密戰爭》（2027年）回歸飾演康。梅傑斯也於《洛基》第二季回歸飾演維克多·泰姆利。該角色首次出現於《量子狂熱》片尾片段中。
2023年12月，梅傑斯因騷擾罪和襲擊罪兩項罪名成立，被迪士尼和漫威影業解僱，《復仇者聯盟：康之王朝》也暫時改回《復仇者聯盟5》。
2024年7月，漫威影業宣布《復仇者聯盟5》正式更名為《復仇者聯盟：末日之戰》，改由小勞勃·道尼飾演的「末日博士」維克多·馮·杜姆擔任反派角色。

## 其他版本的康

### 留存者
當洛基和希薇到達位於時間盡頭的城堡（The Citadel at the End of Time）後，一名被分鐘小姐稱為「留存者」（He Who Remains）的男子前來與他們會面。他解釋說，自己的一個來自31世紀的變體發現了一個接一個的宇宙並與其他宇宙的變體合作探索多元宇宙。然而，當中的某些變體並不打算合作，結果引發了一場多元宇宙戰爭。留存者隨後發現「玉衡」（Alioth）能夠吞噬時間和空間並利用它進行實驗，最終成功終結了多元宇宙戰爭。為了守護神聖時間線，他創建了時間變異管理局。接著說，如果殺死了他，將會有無數名自己的變體跨越多元宇宙重新出現。希薇因為難以忍受多年來被時變局的追捕而在背叛了洛基後殺死了留存者，但死后仍然希望洛基能接替他的位置。

### 征服者康
征服者康（Kang the Conqueror）因為被康之議會畏懼而被放逐至量子領域，在那裡他遇到了同樣被困於當地的珍娜·汎戴茵。當兩人建立友誼時，康向珍娜承諾會把她送回現實世界，而作為交換條件，珍娜需要幫助他修復飛船的「多元宇宙引擎核心」。經過多次的嘗試後，他們成功修復引擎。但珍娜卻透過飛船得知康毀滅多條時間線的景象，最終她背叛了康，並使用她的皮姆粒子將核心放大使其無法使用，兩人亦因此困在那裡。
2025年，史考特·朗恩的女兒凱西與珍娜的丈夫漢克·皮姆和女兒荷普三人一起研發出一部能與量子領域通信的設備。然而，當珍娜試圖關閉裝置的時候，他們全都被拉到量子領域之中。走失的史考特和凱西遇到了反抗軍，期間他們遭到了魔多客的攻擊，最後父女倆被他帶到康的監獄中。康威脅史考特，要求他利用皮姆粒子把核心恢復到原來的大小，否則就會在其面前殺死凱西。經過反抗軍、蟻群以及棄暗投明的魔多客的攻擊後，康被一大群螞蟻淹沒。珍妮修復了核心，並與漢克、荷普和凱西進入連接現實世界的傳送門，但此時康出現了，把史考特打到頭破血流。荷普從傳送門回到量子領域協助史考特，兩人共同摧毀了引擎核心，並將康擊至引擎前方，導致他被故障的引擎吞噬。

### 永生者、拉瑪-圖特和百夫長
康之議會的三位領導者永生者（Immortus）、拉瑪-圖（Rama-Tut）和百夫長（Centurion）討論了被放逐的康的死以及616號宇宙的英雄們開始干涉多元宇宙，促使他們召喚所有來自多元宇宙的康的變體。

### 維克多·泰姆利
《蟻人與黃蜂女：量子狂熱》片尾中，在某条时间线分支的1893年的芝加哥世界博览会，維克多·泰姆利（Victor Timely）向包括洛基和梅比斯·M·梅比斯在內的人群發表一篇有關時間的演講。在《洛基》第二季中，洛基邀請他到時間變異局修復神聖時間線，但維克多在任務期間被時間輻射殺死。

## 獎項
| 年份 | 作品     | 獎項             | 類別                 | 結果 | 來源   |
| ---- | -------- | ---------------- | -------------------- | ---- | ------ |
| 2022 | 《洛基》 | 評論家選擇超級獎 | 最佳影集反派         | 提名 | [ 11 ] |
| 2022 | 《洛基》 | 土星獎           | 最佳網路影集客串演出 | 提名 | [ 12 ] |

## 外部連結
- 留存者 （页面存档备份，存于） 漫威電影宇宙維基百科
- 征服者康 （页面存档备份，存于） 漫威電影宇宙維基百科